# Palafitta di Alvastra

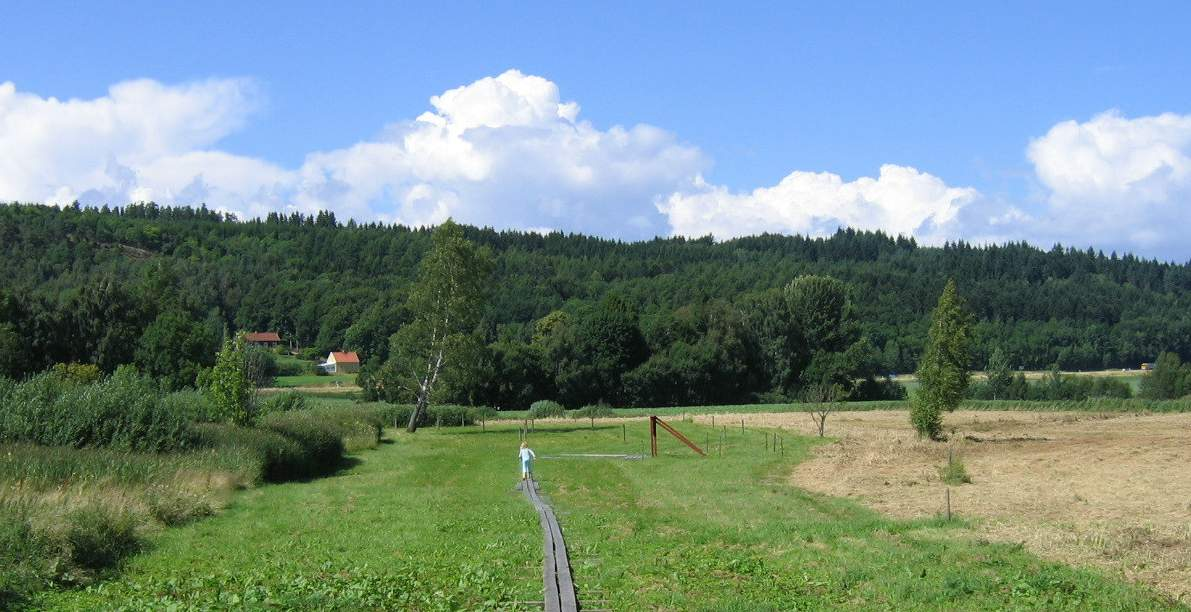
Luogo in cui si trova la palafitta (2005)

La palafitta di Alvastra (svedese: Alvastra pålbyggnad o Alvastraboplatsen) è una palafitta risalente al 3000 a.C. circa, situata nel comune di Ödeshög della contea di Östergötland, in Svezia.
In Scandinavia si trovano numerosi generi di centri di culto, ma la palafitta di Alvastra è unica in tutta l'Europa Settentrionale, ed è l'unica di questo genere al di fuori delle Alpi. Era un centro religioso e sociale stagionale, appartenente ad una tribù che ha lasciato nell'insediamento oggetti della Cultura del bicchiere imbutiforme, ma ceramiche della Cultura del vasellame bucherellato. Circa due terzi della palafitta è stata scavata dagli archeologi negli anni 1908–18, 1928–39 e 1976–80.

## Costruzione

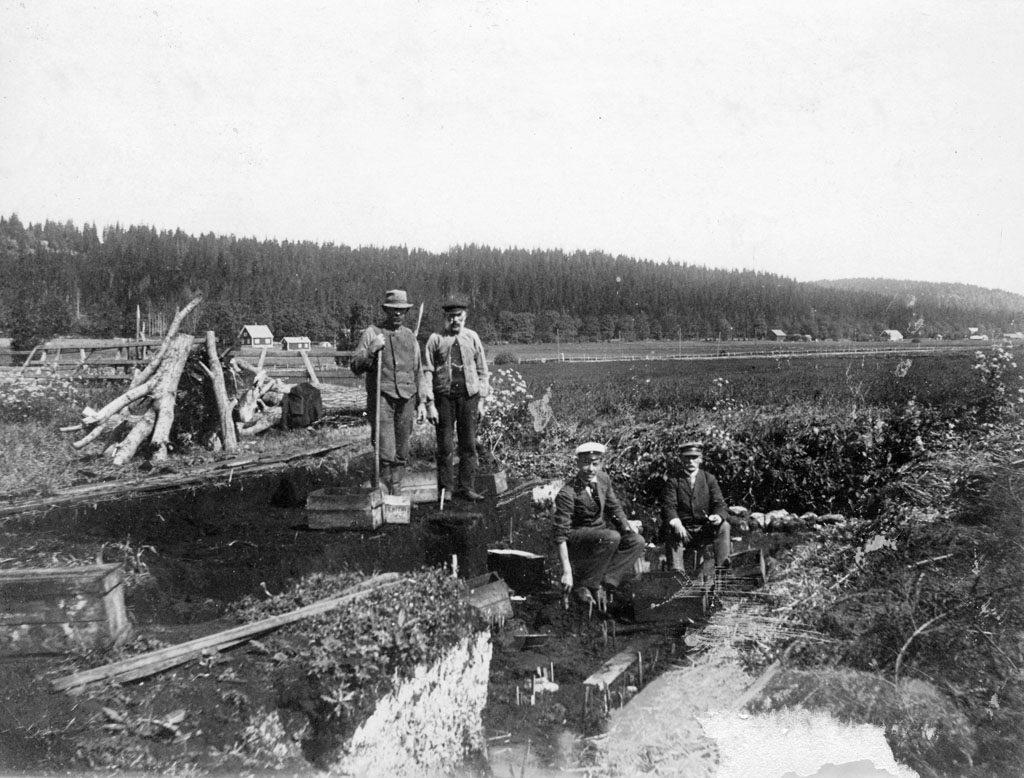
Gli scavi nel 1914

Gli archeologi hanno rinvenuto trampoli fatti con alberi decidui, soprattutto querce, Corylus, olmi e malus. Uno studio dendrocronologico ha dimostrato che la costruzione è stata effettuata in due momenti diversi durati 18 anni, e con una pausa di 22 anni. Il lavoro terminò quindi 40–42 anni dopo che era stato iniziato.
Nei primi anni la costruzione consisteva di due superfici rettangolari, delimitate da file di tronchi di quercia, e le superfici erano poste con un angolo obliquo. Ogni rettangolo misurava circa 200 m², ed era diviso in otto o nove stanze. Molte delle stanze avevano pavimenti di tronchi. Le ricostruzioni e le aggiunte furono in parte dovute agli incendi, e la costruzione completa misurava alla fine 1000 m². L'edificio era connesso alla costa tramite ponti presenti su entrambi i lati.
La dimensione della palafitta fa capire che si trattava di una normale opera. Non era fortificata, visto che i pali erano troppo distanti tra loro ed infilati nel terreno troppo poco. La posizione all'interno della palude non era adatta a lavori pratici, ed i veri insediamenti si trovavano sul suolo arabile posto attorno alla palude stessa.

## Primo utilizzo quale centro di culto
La palafitta era abitata soltanto in alcuni mesi estivi. Si trattava del centro sociale della tribù o del clan, in cui si raccoglievano in occasione delle festività, soprattutto dopo la caccia estiva e dopo la stagione dei raccolti. Sono stati trovati circa cento pezzi di calcare sparsi per il villaggio, ad indicare che non esistevano case permanenti, ma solo capanne sostenute da numerosi pali. Attorno ai pezzi di calcare si trovano numerosi resti di pasti, grano carbonizzato e orzo, gusci di nocciola, ossa di animali, pecore e maiali. Ci sono anche resti di animali, come cervi, alci, lupi e orsi, e di uccelli quali germani reali e fagiani, e pesci come lucci e persici
Le ceramiche somigliano a quelle prodotte dalla tribù di cacciatori e raccoglitori nota come Cultura del vasellame bucherellato, ma utensili ed armi sono simili a quelli della Cultura del bicchiere imbutiforme. I resti di prodotti d'artigianato sono pochi, per cui si pensa che siano stati portati sulla palafitta dai lavoratori che li sacrificavano agli dei.
Tra i ritrovamenti più interessanti si trova un'ascia da battaglia bipenne, che sembra essere stata importante dal punto di vista religioso.

## Uso successivo come tomba
Dopo la ricostruzione durata 40–42 anni, l'edificio fu utilizzato come cimitero, in cui i morti sembrano posti su piattaforme rialzate tramite pali.